# Bunden rotation

På grund av en månes bundna rotation kan invånarna på centralplaneten inte se månens bortre sida som är grönmarkerad

Bunden rotation (även synkron rotation och låst rotation) innebär inom astronomin att när en himlakropp roterar kring en annan, roterar den ett varv på sin egen axel på samma tid som den roterar kring den centrala himlakroppen. Detta innebär att den alltid riktar samma sida mot den centrala himlakroppen. Fenomenet uppstår på grund av tidvattenkrafter. Ingen av planeterna i solsystemet har bunden rotation i förhållande till solen eftersom avstånden är för stora. Bland månarna är det däremot mycket vanligt med bunden rotation.  Vår egen måne har bunden rotation, liksom samtliga större, och även de flesta mindre, månarna till de andra planeterna.  Några kända undantag är de två Saturnusmånarna Hyperion (som tumlar kaotiskt) och Phoebe (som roterar ett varv på ungefär 9 timmar).  Troligen har de flesta av till exempel Jupiters yttre små månar heller inte bunden rotation, men det har inte verifierats med observationer.